# Roskilde Festival 2002
Roskilde Festivalen blev i 2002 afholdt fra den 23. juni til den 30. juni. Det var første gang at der var flere udenlandske deltagere end danske.[kilde mangler]

## Musikgrupper
- 2bak i munden (DK)
- 4LYN (D)
- Abdullah Chhadeh & Nara (INT)
- Abdullah S (DK)
- Aida Nadeem (DK)
- Aimee Mann (US)
- Alec Empire (D)
- Amadou et Mariam (MALI)
- …And You Will Know Us by the Trail of Dead (US)
- Andrew W.K. (US)
- Andrew Weatherall (UK)
- Antibalas Afrobeat Orchestra (US)
- Antipop Consortium (US)
- Baby Woodrose (DK)
- Bauchklang (AUT)
- The Bays (UK)
- Berlevåg Mannsangforening (N)
- The Beta Band (UK)
- Bjørn Svin (DK)
- Bjørn Torske (N)
- Black Rebel Motorcycle Club (US)
- Bob hund (S)
- The Bollywood Brass (UK)
- Bossacucanova feat. Roberto Menscal (BRA)
- C. V. Jørgensen (DK)
- DJ Carlos Chirinos (UK)
- The Chemical Brothers (UK)
- Cicala Mvta (JAP)
- Clickhaze (FÆR)
- Common (US)
- The Cooper Temple Clause (UK)
- Danko Jones (CAN)
- David & The Citizens (S)
- De Phazz (D)
- Det Store Mix (DK)
- Division of Laura Lee (S)
- Eek-A-Mouse (JAM)
- Erykah Badu (US)
- Filmpalast (D)
- Funk 'n' Lata (BRA)
- Furillo (DK)
- Garbage (US/UK)
- Gotan Project (F/ARG)
- Guaco (VEN)
- Hallo Goodbye (N)
- Harry Lime (DK)
- Hederos & Hellberg (S)
- DJ Henries (DK)
- HIM (SF)
- Hoobastank (US)
- The Hydromatics (US/NL)
- The Icarus Line (US)
- Infinite Mass (S)
- The (International) Noise Conspiracy (S/UK)
- J-Walk DJs (UK)
- Jaga Jazzist (N)
- John Digweed (UK)
- Jomi Massage (DK)
- Junior Senior (DK)
- Kaizers Orchestra (N)
- Kaptain Kaliber (N)
- Kent (S)
- Kitbuilders (D)
- Knallert (DK)
- L.O.C. (DK)
- Lake Placid (DK)
- Le Peuple De L'Herbe (F)
- Love with Arthur Lee feat. Forever Changes Strings & Horns Ensemble (US)
- Lelo Nika (DK)
- DJ Lord Sassafras (E)
- The Loveless (DK)
- Luciano (JAM)
- DJ Luck & MC Neat (UK)
- Lucky Dube (SA)
- The Maggots (S)
- DJ Malachy (DK)
- Malk De Koijn (DK)
- Manowar (US)
- Manu Chao (F)
- Marcus Intalex (UK)
- DJ Martin Morales (UK)
- DJ Master Fatman (DK)
- Millencolin (S)
- Minus (ISL)
- DJ Miss Hellcat & Marco Burro (DK)
- Monoton (DK)
- Moon Gringo (DK)
- Muffer (FIN)
- Mull Historical Society (UK)
- Mum (ISL)
- Mustasch (S)
- Nelly Furtado (CAN)
- New Order (UK)
- DJ Nicka (DK)
- Niels Skousen & Band (DK)
- Nobody Beats The Beats DJ Set (DK)
- Notwist (D)
- DJ OK Preston (DK)
- Orchestra Baobab (SEN)
- Oxide & Neutrino (UK)
- Panteón Rococo (MEX)
- Pelding (DK)
- Per Tjernberg & Universal Riddim (S)
- Pet Shop Boys (UK)
- Peter Pan Speedrock (NL)
- The Plan (S)
- Pluto (DK)
- DJ Poe & Miko (DK)
- Powersolo (DK)
- Primal Scream (UK)
- Puddu Varano (DK)
- Radioactive Man (UK)
- Rahmani (AFG)
- Ralph Myerz and The Jack Herren Band (N)
- Rammstein (D)
- The Raveonettes (DK)
- Red Hot Chili Peppers (US)
- Remy (NL)
- Roben & Knud (DK)
- Royal Crown Revue (US)
- S.I. Futures (UK)
- Satyricon (N)
- The Savage Rose (DK)
- Saybia (DK)
- Seeed (D)
- Skalar (DK)
- Sky Juice Sound System (DK)
- Slayer (US)
- So Solid Crew (UK)
- Sondre Lerche (N)
- Spiritualized (UK)
- St. Thomas (N)
- Starecase (UK)
- Starsailor (UK)
- Steve Earle & The Dukes (US)
- Superheroes (DK)
- Superjeg (DK)
- Swan Lee (DK)
- Techno Animal (UK)
- Television (US)
- Tesco Value (DK)
- Thalia Zedek (US)
- Thau (DK)
- Thomas Helmig (DK)
- Timo Maas (D)
- Travis (UK)
- True To Nature (DK)
- Vex Red (UK)
- Vinyl Dog Joy (DK)
- Way Out West (UK)
- Weekend Players (UK)
- The White Stripes (US)
- X-Press 2 (UK)
- Yeah Yeah Yeahs (US)
- DJ Yessibo (DK)
- Zaki (DK)